# Acalypha fragilis
Acalypha fragilis é uma espécie de flor do gênero Acalypha, pertencente à família Euphorbiaceae.